# Dorling Kindersley
Dorling Kindersley (DK) – brytyjskie wydawnictwo międzynarodowe wydające ilustrowane książki dla dorosłych i dzieci.
Zostało założone w 1974, DK publikują książki turystyczne (Eyewitness Travel Guides), artystyczne, biznesowe, historyczne, kulinarne, ogrodnicze, zdrowotne, naukowe. Produkuje też książki dla dzieci i młodzieży o tematyce historycznej, o ludzkim ciele, zwierzętach, aktywności na licencji m.in. LEGO, Disney, DeLiSo, oraz producenta zabawek Sophie la Girafe.
DK ma biura w Nowym Jorku, Londynie, Monachium, New Delhi, Toronto i Melbourne. Polskim wydawnictwem działającym na licencji tego wydawnictwa jest Wydawnictwo Wiedza i Życie, które jest wykupione przez grupę francuską Hachette i nosi nazwę Hachette Polska.